# The Snows of Kilimanjaro (film)
The Snows of Kilimanjaro is een Amerikaanse avonturenfilm uit 1952 onder regie van Henry King. Het scenario is gebaseerd op de gelijknamige novelle uit 1938 van de Amerikaanse auteur Ernest Hemingway.

## Verhaal
Schrijver Harry Street gaat samen met zijn vrouw Helen op safari in Afrika. Op een dag prikt hij zich aan een doorn en de wond begint te etteren. Terwijl hij aan de voet van de Kilimanjaro op het juiste geneesmiddel ligt te wachten, blikt hij terug op zijn leven. Hij denkt ook aan alle gemiste kansen door zijn tomeloze ambitie en door zijn egoïsme. Hij beseft dat hij te weinig heeft aangevangen met zijn schrijftalent. 

## Rolverdeling
| Acteur         | Personage      |
| -------------- | -------------- |
| Gregory Peck   | Harry Street   |
| Susan Hayward  | Helen          |
| Ava Gardner    | Cynthia Green  |
| Hildegard Knef | Gravin Liz     |
| Leo G. Carroll | Oom Bill       |
| Torin Thatcher | Johnson        |
| Ava Norring    | Beatrice       |
| Helene Stanley | Connie         |
| Marcel Dalio   | Emile          |
| Vicente Gómez  | Gitarist       |
| Richard Allan  | Spaanse danser |

## Prijzen en nominaties
| Jaar | Prijs  | Categorie              | Genomineerde(n)                                       | Uitslag     |
| ---- | ------ | ---------------------- | ----------------------------------------------------- | ----------- |
| 1952 | Oscars | Beste camerawerk       | Leon Shamroy                                          | Genomineerd |
| 1952 | Oscars | Beste productieontwerp | Lyle R. Wheeler John DeCuir Thomas Little Paul S. Fox | Genomineerd |